# Зонич, Ненад
Ненад Зонич (серб. Ненад Зонић, родился 11 декабря 1971 года в Тузле) — бригадный генерал Вооружённых сил Сербии, действующий командир 63-й парашютной бригады. В прошлом — начальник штаба Специальной бригады ВС Сербии.

## Биография
Окончил белградскую военную гимназию в 1990 году и Военную академию Вооружённых сил Югославии (пехотный факультет) в 1994 году. Окончил курсы повышения квалификации командно-штабного состава в 2011 году, а также курсы генерального штаба Военной школы Парижа в 2018 году.
В рядах югославской и сербской армий с 1994 года, значительную часть времени служил в 63-й парашютной бригаде. За время пребывания в Вооружённых силах Союзной Республики Югославии и Вооружённых силах Сербии и Черногории  занимал следующие должность в рядах 63-й парашютной бригады:
- командир парашютного диверсионно-разведывательного взвода
- командир взвода поисково-спасательной службы
- референт в органах безопасности
- начальник реферата по вопросам военной полиции

После преобразования 63-й парашютной бригады в 63-й парашютный батальон и её включения в состав Специальной бригады Вооружённых силах Сербии Ненад Зонич занимал следующие должности в новой бригаде:
- референт и инструктор 1-го класса по прыжкам с парашютом в группе оперативных вопросов и обучения (63-й батальон)
- заместитель командира 63-го батальона
- командир 63-го батальона (в звании подполковника)[2]
- заместитель начальника оперативного центра Командования сухопутных войск
- начальник штаба Специальной бригады

21 декабря 2019 года в соответствии с указом Президента Сербии Александра Вучича и распоряжением Генерального штаба Вооружённых сил Сербии 63-й парашютный батальон восстановил свою прежнюю форму и снова стал 63-й парашютной бригадой. С этого момента и по настоящее время бригадный генерал Зонич является командиром 63-й парашютной бригады. 5 апреля 2021 года произведён в бригадные генералы.
Брат Ненада Зонича — участник боевых действий, погиб при исполнении воинского долга.

## Награды
Отмечен следующими орденами и медалями:
- Орден «За заслуги в области обороны и безопасности» III степени (1999)
- Памятная медаль «За участие в миротворческих операциях» (2007)
- Памятная медаль «За усердную службу в течение 32 лет» (2014)
- Памятная медаль участника Военного парада «Белград-2014» (2015)
- Медаль участника боевых действий на территории СРЮ (2015)
- Юбилейная медаль Вооружённых сил Сербии[серб.] (2015)
- Медаль участника боевых действий на территории Республики Сербия (2016)
- Серебряная медаль «За усердную службу»[серб.] (2016)
- Памятная медаль 20-летия защиты Отечества от агрессии НАТО[серб.] (2019)

## Воинские звания
| Подпоручик | Поручик | Капитан | Капитан 1-го класса | Майор | Подполковник | Полковник | Бригадный генерал |
| ---------- | ------- | ------- | ------------------- | ----- | ------------ | --------- | ----------------- |
|            |         |         |                     |       |              |           |                   |
| 1994       | 1997    | 1999    | 2002                | 2006  | 2011         | 2019      | 2021              |